# Henry Cecil
Sir Henry Cecil (né le 11 janvier 1943 à Aberdeen et mort le 11 juin 2013 à Cambridge) est un entraîneur britannique de chevaux de courses, spécialisé dans les courses de plat. 
Il est fait Chevalier à l'occasion de la Queen's Birthday honours list le 11 juin 2011, pour services rendus au sport hippique, et membre du Hall of Fame des courses britanniques.

## Carrière
Assistant de son beau-père, Sir Cecil Boyd-Rochfort entre 1964 et 1968, il s'installe ensuite à son compte et bâtit un des plus beaux palmarès des courses anglaises. Tête de liste des entraîneurs à 10 reprises, il remporte une trentaine de courses classiques et détient le titre d'entraîneur le plus titré du meeting de Royal Ascot jusqu'en 2018. Il est notamment l'entraîneur de Frankel, l'un des plus grands champions de l'histoire. Il a reçu le Daily Telegraph Award of Merit en 2005 et a été introduit au Hall of Fame des courses britanniques en 2022.
Après son décès, c'est son épouse Lady Cecil qui reprend les rênes de son écurie, avant de se retirer en 2015.

## Palmarès
Grande-Bretagne
- Derby d'Epsom – 4 – Slip Anchor (1985), Reference Point (1987), Commander in Chief (1993), Oath (1999)
- Oaks – 8 – Oh So Sharp (1985), Diminuendo (1988), Snow Bride (1989), Lady Carla (1996), Reams of Verse (1997), Ramruma (1999), Love Divine (2000), Light Shift (2007)
- 2000 Guinées – 2 – Bolkonski (1975), Wollow (1976), Frankel (2011)
- 1000 Guinées – 6 – One in a Million (1979), Fairy Footsteps (1981), Oh So Sharp (1985), Bosra Sham (1996), Sleepytime (1997), Wince (1999)
- St. Leger Stakes – 4 – Light Cavalry (1980), Oh So Sharp (1985), Reference Point (1987), Michelozzo (1989)
- King George VI and Queen Elizabeth Diamond Stakes – 3 – Reference Point (1987), Belmez (1990), King's Theatre (1994)
- Ascot Gold Cup – 5 – Le Moss (1979, 1980), Ardross (1981, 1982), Paean (1987)
- Champion Stakes – 5 – Indian Skimmer (1988), Bosra Sham (1996), Twice Over (2009, 2010), Frankel (2012)
- Coronation Cup – 5 – Saddlers' Hall (1992), Opera House (1993), Singspiel (1997), Daliapour (2000), Ask (2009)
- Coronation Stakes – 5 – Roussalka (1975), One in a Million (1979), Chalon (1982), Chimes of Freedom (1990), Kissing Cousin (1994)
- Dewhurst Stakes – 3 – Wollow (1975), Diesis (1982), Frankel (2010)
- Eclipse Stakes – 4 – Wolver Hollow (1969), Wollow (1976), Gunner B (1978), Twice Over (2010)
- Falmouth Stakes – 3 – Chalon (1982), Chimes of Freedom (1990), Timepiece (2011)
- Fillies' Mile – 6 – Formulate (1978), Oh So Sharp (1984), Diminuendo (1987), Tessla (1988), Bosra Sham (1995), Reams of Verse (1996)
- International Stakes – 4 – Wollow (1976), Royal Anthem (1999), Twice Over (2011), Frankel (2012)
- Lockinge Stakes – 3 – Belmont Bay (1981), Prismatic (1985), Frankel (2012)
- Nassau Stakes – 8 – Roussalka (1975, 1976), Connaught Bridge (1979), Nom de Plume (1987), Lyphard's Delta (1993), Midday (2009, 2010, 2011)
- Prince of Wales's Stakes – 5 – Lucky Wednesday (1977), Gunner B (1978), Perpendicular (1992), Placerville (1993), Bosra Sham (1997)
- Queen Anne Stakes – 5 – Belmont Bay (1981), Mr Flurocarbon (1982), Valiyar (1983), Trojan Fen (1984), Frankel (2012)
- Queen Elizabeth II Stakes – 2 – Kris (1979), Frankel (2011)
- Racing Post Trophy – 10 – Approval (1969), Take Your Place (1975), Hello Gorgeous (1979), Dunbeath (1982), Lanfranco (1984), Reference Point (1986), Be My Chief (1989), Peter Davies (1990), Armiger (1992), King's Theatre (1993)
- St. James's Palace Stakes – 5 – Bolkonski (1975), Kris (1979), Shavian (1990), Dr Fong (1998), Frankel (2011)
- Sussex Stakes – 7 – Bolkonski (1975), Wollow (1976), Kris (1979), Distant View (1994), Ali-Royal (1997), Frankel (2011, 2012)
- Yorkshire Oaks – 5 – Connaught Bridge (1979), Diminuendo (1988), Catchascatchcan (1998), Ramruma (1999), Midday (2010)

 Irlande
- Irish Derby – 2 – Old Vic (1989), Commander in Chief (1993)
- Irish Oaks – 3 – Diminuendo (1988, dead heat), Alydaress (1989), Ramruma (1999)
- 1.000 Guinées Irlandaises – 1 – Cloonagh (1973)
- Irish Champion Stakes – 1 – Indian Skimmer (1988)
- Moyglare Stud Stakes – 1 – Chimes of Freedom (1989)
- Tattersalls Gold Cup – 1 – Shiva (1999)
- Matron Stakes – 1 – Chachamaidee (2012)

 France
- Prix du Jockey Club – 1 – Old Vic (1989)
- Prix de Diane – 2 – Indian Skimmer (1987), Rafha (1990)
- Prix Royal-Oak – 2 – Ardross (1981), El Cuite (1986)
- Prix Saint-Alary – 1 – Indian Skimmer (1987)
- Prix de la Forêt – 1 – Salse (1988)
- Prix d'Ispahan – 1 – Indian Skimmer (1989)
- Grand Critérium – 1 – Tenby (1992)
- Prix Maurice de Gheest – 1 – Pursuit of Love (1992)
- Prix du Moulin de Longchamp – 1 – All at Sea (1992)
- Grand Prix de Paris – 1 – Beat Hollow (2000)
- Critérium de Saint-Cloud – 1 – Passage of Time (2006)
- Prix Vermeille – 1 – Midday (2010)

 États-Unis
- Breeders' Cup Filly & Mare Turf – 1 – Midday (2009)
- Flower Bowl Invitational Stakes – 1 – Yashmak (1997)

 Canada
- Canadian International Stakes – 1 – Royal Anthem (1998)

 Italie
- Gran Premio d'Italia – 1 – El Cuite (1986)
- Prix Vittorio Di Capua – 1 – Star Cutter (1986)